# The Playlist (Fernsehserie)
The Playlist ist eine Doku-Drama-Miniserie, die auf dem Buch Spotify Untold von Sven Carlsson und Jonas Leijonhufvud basiert und für Netflix produziert wurde. Unter der Regie von Per-Olav Sørensen erzählt die Serie eine „fiktionalisierte“ Geschichte der Geburt des schwedischen Musik-Streaming-Dienstes Spotify und seiner frühen Herausforderungen.
The Playlist wurde auf Netflix am 13. Oktober 2022 international veröffentlicht.

## Handlung
Ein aufstrebender Unternehmer, Daniel Ek, entdeckte eine Chance im Kampf zwischen den Schwergewichten der Musikindustrie und der Musikpiraterie. Ek sah eine Lösung, die es in der turbulenten Musikindustrie noch nie gegeben hatte. Er beschloss, zusammen mit seinem Geschäftspartner Martin Lorentzon einen kostenlosen und legalen Musik-Streaming-Dienst aufzubauen. Er ahnte nicht, dass dieser Dienst die globale Musikindustrie „revolutionieren“ und mit seiner Gründung unvorhergesehenen Herausforderungen begegnen würde.
Die sechs Episoden erzählen die gleiche Geschichte in sechs verschiedenen Perspektiven. Der von Spotify-Gründer Daniel Ek, einem Manager einer schwedischen Musikfirma, der für die Musikrechte zuständigen Juristin des Unternehmens Spotify, eines Programmierers des Unternehmens, von Co-Gründer und Investor Martin Lorentzon und aus der Sicht einer Musikerin. Die Geschehnisse und Situationen werden dabei subjektiv leicht anders gezeigt, wobei am Schluss einer Folge die jeweils in der nächsten Episode dargestellte Person die vierte Wand durchbricht und den Zuschauern sagt, dass es sich nicht so ereignet habe, wie in der Folge erzählt.

## Episodenliste
| Nr. (ges.) | Nr. (St.) | Deutscher Titel   | Originaltitel | Erstausstrahlung | Deutschsprachige Erstveröffentlichung (D) | Regie             |
| ---------- | --------- | ----------------- | ------------- | ---------------- | ----------------------------------------- | ----------------- |
| 1          | 1         | Die Vision        | The Vision    | 13. Okt. 2022    | 13. Okt. 2022                             | Per Olav Sørensen |
| 2          | 2         | Die Industrie     | The Industry  | 13. Okt. 2022    | 13. Okt. 2022                             | Per Olav Sørensen |
| 3          | 3         | Das Gesetz        | The Law       | 13. Okt. 2022    | 13. Okt. 2022                             | Per Olav Sørensen |
| 4          | 4         | Der Programmierer | The Coder     | 13. Okt. 2022    | 13. Okt. 2022                             | Per Olav Sørensen |
| 5          | 5         | Der Partner       | The Partner   | 13. Okt. 2022    | 13. Okt. 2022                             | Per Olav Sørensen |
| 6          | 6         | Der Künstler      | The Artist    | 13. Okt. 2022    | 13. Okt. 2022                             | Per Olav Sørensen |

## Produktion

### Entwicklung
Am 11. Dezember 2019 kündigte Netflix eine noch zu benennende Serie über die Gründung des Musikstreaming-Unternehmens Spotify an. Die Serie wurde von dem Sachbuch Spotify Untold inspiriert, das von Sven Carlsson und Jonas Leijonhufvud, Wirtschaftsreportern der schwedischen Dagens Industri, geschrieben wurde. Berna Levin von Yellow Bird UK fungierte als ausführende Produzentin der Serie und Per-Olav Sørensen führte die Regie. Am 14. Juni 2021 wurde die Anzahl von sechs 45-minütigen Folgen bekanntgegeben. Gemeinsam mit Levin produzierten Eiffel Mattsson und Luke Franklin. Christian Spurrier wurde als Drehbuchautor für die Serie engagiert. Am 13. September 2022 wurden Sofie Forsman und Tove Forsman als Co-Autoren der Serie bekannt gegeben.

### Casting
Edvin Endre und Christian Hillborg wurden als Mitbegründer von Spotify gecastet. Ulf Stenberg, Gizem Erdogan und Joel Lützow übernahmen ebenfalls Hauptrollen.

### Dreharbeiten
Die Dreharbeiten zur Serie begannen bereits im Jahr 2021. Es wurde bekannt, dass der erste Teil der Dreharbeiten im Juni 2021 in Stockholm, Schweden, stattfand. Der Postproduktionsprozess fand im November 2021 statt. Im August 2022 waren die Dreharbeiten bereits abgeschlossen.

## Veröffentlichung
Die sechs Episoden von The Playlist wurden am 13. Oktober 2022 weltweit auf Netflix veröffentlicht.

### Marketing
Der Teaser der Serie wurde am 13. September 2022 auf YouTube veröffentlicht. Der Trailer wurde am 27. September 2022 auf YouTube veröffentlicht.